# Princ Bajaja
Princ Bajaja je pohádka pocházející ze sbírek Boženy Němcové.

## Filmové adaptace
- Princ Bajaja (film, 1971) – česká filmová pohádka, hraný film režiséra Antonína Kachlíka z roku 1971
- Bajaja (film, 1950) – česká loutková pohádka Jiřího Trnky z roku 1950

## Divadelní adaptace
- Bajaja - pohádka pro děti od 4 let v režii Jakuba Šmída a dramatizaci Luďka Horkého měla premiéru 10. června 2018 v Divadle D21

## Online dostupné dílo
- NĚMCOVÁ, Božena. Národní báchorky a pověsti. Litomyšl: Antonín Augusta, 1862. 375 s. Dostupné online. Kapitola Princ Bajaja, s. 260–274.